# Kozma (keresztnév)
A Kozma férfinév a görög Kozmasz névnek a latin Cosma formájából ered, aminek a jelentése ékes, díszített.

## Gyakorisága
Az 1990-es években szórványos név, a 2000-es években nem szerepel a 100 leggyakoribb férfinév között.

## Névnapok
- szeptember 26.[2]
- szeptember 27.[2]

## Híres Kozmák
- Szent Kozma ókeresztény vértanú
- Kozmasz Indikopleusztész középkori bizánci író
- Kozma (11. század) veszprémi püspök
- Kozma (12. század) kalocsai érsek
- Kozma (12–13. század) győri püspök